# 安东尼奥·达马托
安东尼奥·达马托（義大利語：Antonio Damato，1972年8月15日—），意大利足球裁判，生于普利亞大區巴列塔，目前执法意甲。

## 裁判生涯
安东尼奥·达马托生于巴列塔，现居巴列塔，在巴列塔工作，是一名律师。2006年12月10日，达马托迎来了自己执法的第一场意甲比赛：卡塔尼亚对乌迪内斯。2010年1月1日，达马托成为国际足球裁判。2010年10月8日，2012年歐洲國家盃外圍賽F組希臘与拉脫維亞的比赛中，达马托担任主裁判。这是他第一次在国际比赛中执法。

## 轶事
2012年至2013年義大利足球甲級聯賽第35轮，AC米兰主场与拖連奴的比赛中，巴洛特利打入绝杀一球，帮助米兰1比0取胜。进球后的巴洛特利兴奋地脱去了球衣，主裁判安东尼奥·达马托正要向他出示黄牌，却被蒙塔里把黄牌抢走。蒙塔里向巴洛特利出示了黄牌，然后将黄牌还给了裁判。达马托随后也向巴洛特利出示了黄牌。